# در لباسی خیره‌کننده (فیلم ۱۹۲۸)
در لباسی خیره‌کننده (انگلیسی: Dressed to Kill) یک فیلم درام صامت آمریکایی به کارگردانی اروینگ کامینگز است که در سال ۱۹۲۸ منتشر شد. از بازیگران این فیلم می‌توان به مری آستور، چارلز مورتون، تام دوگِـن و ادموند لو اشاره کرد.